# 円乗寺
- 円乗寺（新字体）
- 圓乗寺（旧字体、今日の当寺院が使用）

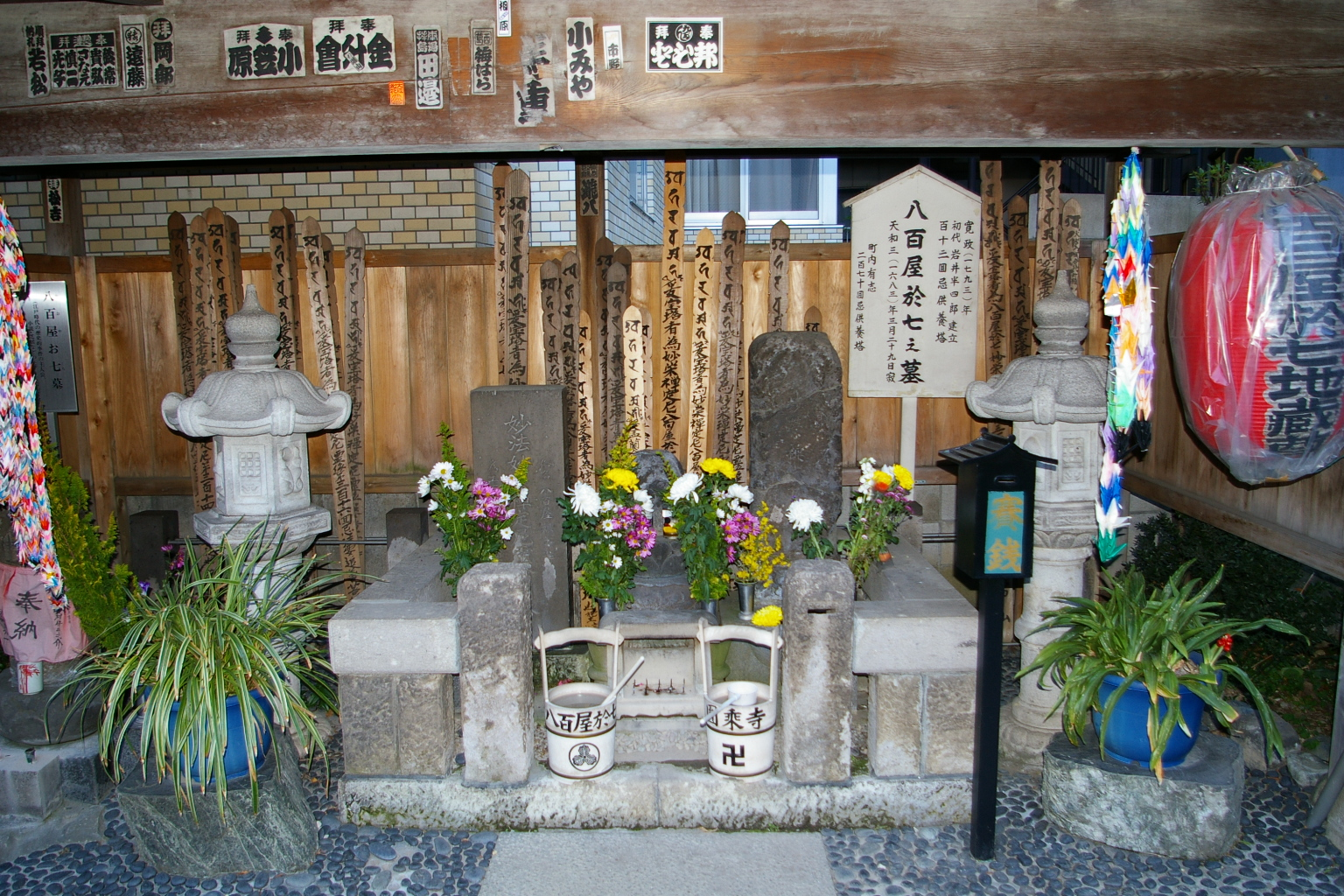
八百屋お七の墓

円乗寺（えんじょうじ、旧字体：圓乗寺）は、東京都文京区白山にある天台宗の寺院。山号は南縁山。院号は正徳院。本尊は釈迦牟尼如来。

## 歴史
この寺は、天正年間（1573年〜1592年）円栄によって創建されたと伝えられる。八百屋お七の家がこの寺の檀家であったと伝えられ、境内にはお七の墓がある。寛政年間にお七役で名を馳せた四代目岩井半四郎によって建立された。2019年10月、本堂を建て替え、納骨堂「白山御廟」を開設した。

## 寺宝等
- 釈迦如来坐像（本尊）
- 延命地蔵半跏坐像
- 聖観音立像
- 三面大黒天立像

## 墓所
- 八百屋お七（放火犯）
- 二代目海野美盛（彫金家、日本画家）
- 吉田金太郎（小唄師匠）
- 花柳禄寿（日本舞踏家）

## 札所
- 昭和新撰 江戸三十三観音札所　第11番札所
- 札所本尊 - 聖観世音菩薩

## 所在地・交通
所在地
- 東京都文京区白山1-34-6

交通
- 都営地下鉄三田線 白山駅 A1出口より徒歩3分
- 東京メトロ南北線 本駒込駅 1番出口より徒歩15分